# ヒメレンジャク

ヒメレンジャク（姫連雀、学名：Bombycilla cedrorum）は、スズメ目レンジャク科に分類される鳥類の一種。北アメリカ大陸に生息する。スギレンジャクと呼ばれることもある。

## 形態

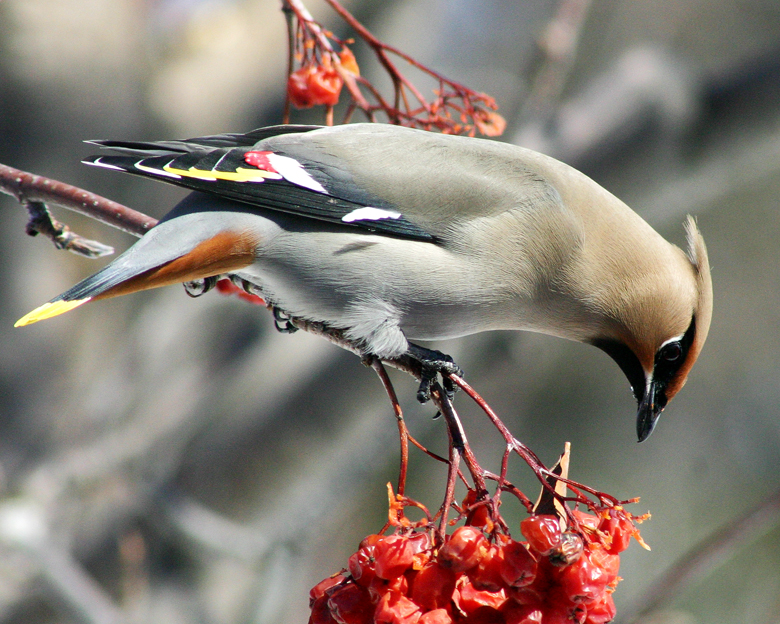
ヒメレンジャク

体長は15～18センチメートル、体重は約30グラム。近縁種であるキレンジャクよりも小さく褐色がかっている。ヒメレンジャクの最大の特徴は、羽（二次風切）の先端に小さな赤い蝋状物質が付いていることである。これはレンジャク類の英名 "Waxwing" の由来であり、キレンジャクとも共通の特徴だが、ヒレンジャクにはない。尾の先端部は本来は黄色だが、尾羽が成長する時期にニオイニンドウ（ユーラシアから導入されたスイカズラ）を餌としていたヒレンジャクでは暗いオレンジ色となる。成鳥の腹部はやや黄色みを帯びる。幼鳥では、のどと横腹に縞模様があり、目の周りの黒斑がないものもしばしば見られる。

## 分布
主に北アメリカに生息し、冬季には南部や中央アメリカに渡りを行う。非繁殖期にはしばしば数百羽の大群で移動する。大部分はアメリカ合衆国やさらに南へ向かうが、時には南アメリカにまで渡るものもある。餌となるベリーが少ないときには、巨大な群れで移住する。西ヨーロッパにまで辿り着いた迷鳥もみられ、グレートブリテン島では2例の報告がある。ヒメレンジャクの冬の大群に、キレンジャクが混じることもある。

## 生態
ヒメレンジャクは一年を通してベリーや甘い果実を餌とするが、繁殖期には昆虫も餌の中で重要な位置を占める。特にエンピツビャクシンの実が好きなようで、英名の "Cedar Waxwing" はそれに因む（直訳すると「ビャクシンレンジャク」である）。枝の先にしかベリーが実っておらず、一度に一羽しか届かない場合、群れのメンバーが枝に沿って一列に並び、全員が食べられるようくちばしからくちばしへとベリーを渡すような行動も見られる。
冬の間は警戒心が非常に薄れ、果物を食べるため、また噴水などで水浴びをしたり水を飲むために、庭にやってくる。
求愛の時期には、オスとメスが一緒に木に止まって、花びらや昆虫といった小さなものを二羽の間で何度も繰り返し渡すような行動をする。番（つがい）を組むと、愛情をこめてくちばしをこすり合わせる。
飛行は力強く直線的で、飛んでいる群の動きはホシムクドリのそれに似ている。

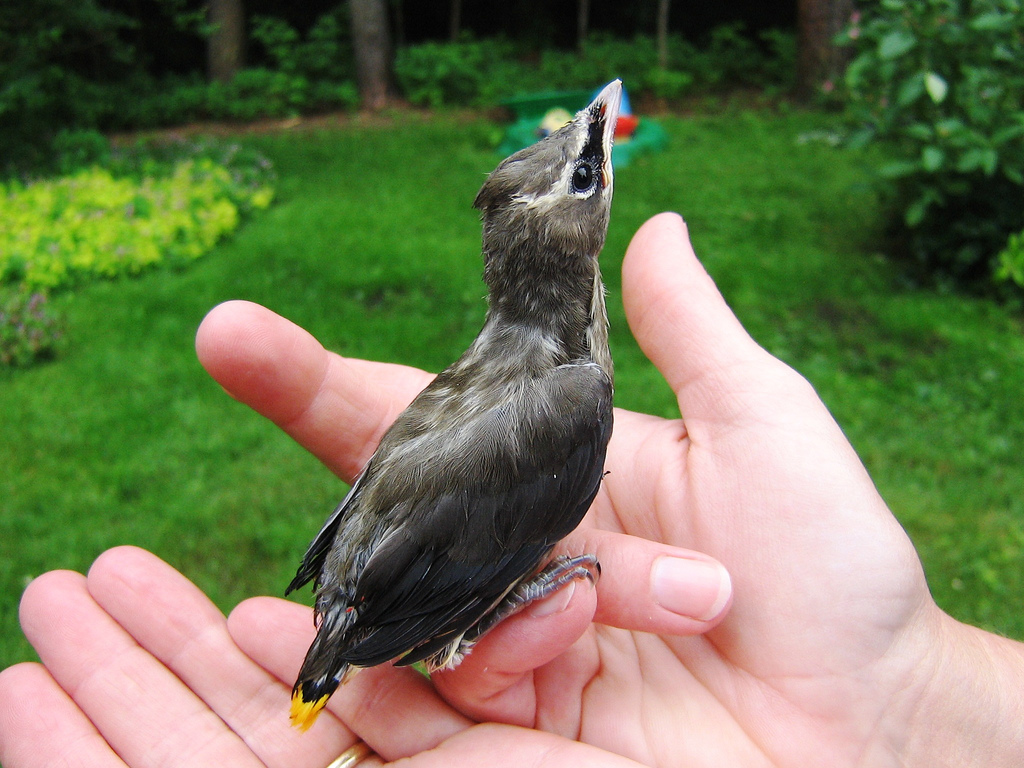
ヒメレンジャクのヒナ。まだ小さいものの、羽の先に赤い蝋状物質が既にみられる。
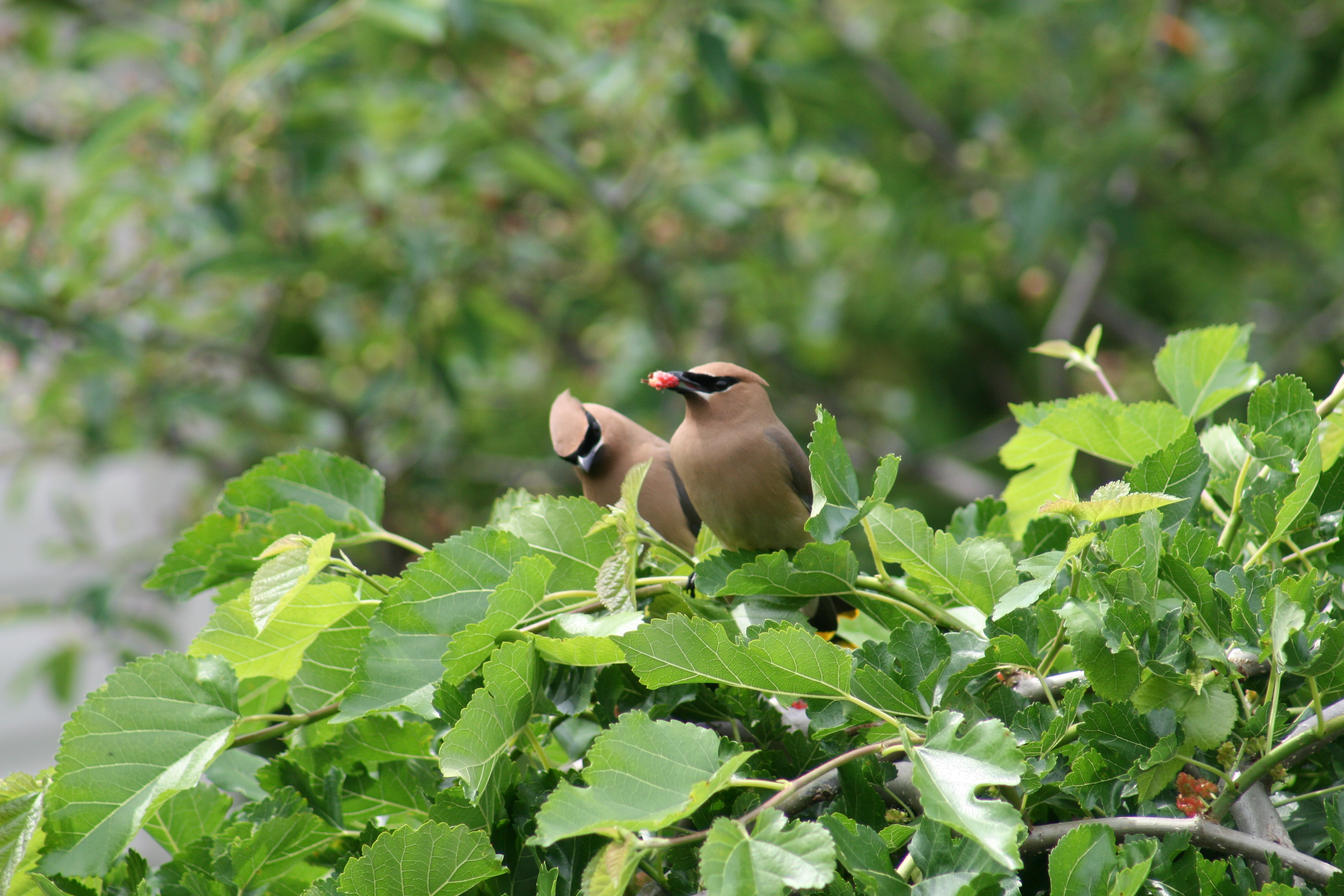
ベリーを食べるヒメレンジャク